# Ūn
Ūn är en ort i Indien.   Den ligger i distriktet Muzaffarnagar och delstaten Uttar Pradesh, i den norra delen av landet, 110 km norr om huvudstaden New Delhi. Ūn ligger 253 meter över havet och antalet invånare är 15 007.
Terrängen runt Ūn är mycket platt. Runt Ūn är det mycket tätbefolkat, med 1 095 invånare per kvadratkilometer. Närmaste större samhälle är Shamli, 15,9 km söder om Ūn. Trakten runt Ūn består till största delen av jordbruksmark.